# Xiongbi Zhen
Xiongbi Zhen (kinesiska: 雄壁, 雄壁镇) är en köping i Kina. Den ligger i provinsen Yunnan, i den sydvästra delen av landet, omkring 120 kilometer öster om provinshuvudstaden Kunming. Antalet invånare är 54 312. Befolkningen består av 25 656 kvinnor och 28 656 män. Barn under 15 år utgör 27,0 %, vuxna 15-64 år 66 %, och äldre över 65 år 5,0 %.
Genomsnittlig årsnederbörd är 1 103 millimeter. Den regnigaste månaden är juni, med i genomsnitt 271 mm nederbörd, och den torraste är januari, med 12 mm nederbörd.